# Víctor Fajardo (provincie)
Victor Fajardo is een provincie in de regio Ayacucho in Peru. De provincie heeft een oppervlakte van  2.260 km² en telt 23.383 inwoners (2015). De hoofdplaats van de provincie is het district Huancapi.

## Bestuurlijke indeling
De provincie Víctor Fajardo is verdeeld in twaalf districten, UBIGEO tussen haakjes:
- (051002) Alcamenca
- (051003) Apongo
- (051004) Asquipata
- (051005) Canaria
- (051006) Cayara
- (051007) Colca
- (051008) Huamanquiquia
- (051001) Huancapi, hoofdplaats van de provincie
- (051009) Huancaraylla
- (051010) Huaya
- (051011) Sarhua
- (051012) Vilcanchos

Cangallo · Huamanga · Huanca Sancos · Huanta · La Mar · Lucanas · Parinacochas · Páucar del Sara Sara · Sucre · Víctor Fajardo · Vilcas Huamán